# 桂助六
桂 助六（かつら すけろく、1881年 - 没年不詳・1930年、1年頃）は、上方噺家。本名は日高 定治。

## 経歴
噺家になる前はスリをやっていたという。後に初代桂ざこば（当時桂三輔）の門下になり輔六を名乗った。
陣容の整っていない反対派に身を置き幹部格にまで収まった。師匠のざこばが噺家を廃業に伴い師匠の名・2代目三輔を1916年に継ぐことになるが師匠が噺家を復帰した為、1921年頃、助六と改める。当時寄席では警察が臨検をやっていて為、その眼を潜めて「餅搗」「お玉牛」等の下掛かった落語をこってりと演じ卑猥落語で名を売った。後に密告され口演中取り押えられお上多数参列の前で悪名高い演目を三席やらされた。粋な計らいで罰金だけは免れている。
SPレコードは「新町ぞめき」がある。
弟子に助二郎（後の漫才師の鹿島洋々）等他。